# Miyuki Uehara
Miyuki Uehara (japanisch 上原 美幸 Uehara Miyuki; * 22. November 1995 in Kagoshima) ist eine japanische Leichtathletin, die sich auf den Langstreckenlauf spezialisiert hat.

## Sportliche Laufbahn
Erste internationale Erfahrungen sammelte Miyuki Uehara bei den Crosslauf-Asienmeisterschaften 2012 in Qingzhen, bei denen sie die Goldmedaille im Juniorinnenrennen gewann und sich auch in der Teamwertung die Goldmedaille sicherte. Anschließend belegte sie bei den Juniorenweltmeisterschaften in Barcelona in 9:21,81 min den achten Platz im 3000-Meter-Lauf. Im Jahr darauf wurde sie bei den Crosslauf-Weltmeisterschaften 2013 in Bydgoszcz nach 19:32 min 19. im U20-Rennen und 2016 gelangte sie bei den Olympischen Sommerspielen in Rio de Janeiro mit 15:34,97 min im Finale auf den 15. Platz im 5000-Meter-Lauf. Im Jahr darauf wurde sie bei den Weltmeisterschaften in London mit 32:31,58 min 24. über 10.000 Meter.

## Persönliche Bestzeiten
- 3000 Meter: 9:06,91 min, 3. Juni 2012 in Kagoshima
- 5000 Meter: 15:21,40 min, 12. Juli 2015 in Kitami
- 10.000 Meter: 31:38,80 min, 1. Mai 2016 in Palo Alto
- Halbmarathon: 1:09:13 h, 23. Dezember 2017 in Okayama
- Marathon: 2:24:19 h, 10. März 2019 in Nagoya